# Годованюк Олена Марківна
Оле́на Ма́рківна Годованю́к (10 серпня 1929, Умань — 21 лютого 2023) — українська радянська архітекторка та реставраторка, лауреатка Державної премії України в галузі архітектури (2007).

## Біографія
Народилася в місті Умані Черкаської області. 1957 року закінчила Київський інженерно-будівельний інститут, захистила кандидатську роботу у царині архітектури (1972).
Авторка таких робіт:
- реставрація архітектурної пам'ятки XVIII ст. «Шляхетського дому» (1962)

- в'їзної вежі (1965—1975) Верхнього замку в Луцьку,

- Луцької башти в м. Острозі (1963—1970);

- Годинникової вежі Києво-Печерської Лаври (1970—1976).

Брала безпосередню участь в багаторічному дослідженні і реставрації архітектурного комплексу Троїцького монастиря в Межирічах Рівненської області (1972—1978).
Авторка монографії «Монументальна архітектура Волині» (1979) та публікацій з питань охорони пам'яток архітектури в Україні.
Також вийшли друком її твори:
- Нове про відомий ансамбль (монастиря у Межирічі) — 1971,
- Острозькі кахлі — 1971,
- Дослідження маловідомого архітектурного комплексу — 1980,
- Троїцький монастир-фортеця у Межирічі Острозькому та його місце у розвитку монументального зодчества України XV—XVI ст. — 1995,
- Оборонні споруди Поділля за «інвентарем» 1615 р. — 1996

Померла 21 лютого 2023 року.